# Shenghong Holding
Shenghong Holding Group Company Limited или сокращённо Shenghong Group («Шэнхун Холдинг Груп») — китайская частная нефтехимическая компания, входит в число крупнейших компаний страны по величине выручки и в двадцатку крупнейших химических компаний Китая. Основана в 1992 году. Штаб-квартира расположена в Сучжоу (провинция Цзянсу).

## История
В мае 1992 года в районе Уцзян города Сучжоу было основано предприятие по промывке песка. В мае 1994 года на его основе была учреждена фабрика Shenghong Printing and Dyeing по окраске тканей и печати на них. В июне 1997 года к компании Shenghong была присоединена фабрика Tanqiu Printing and Dyeing. В марте 1998 года Shenghong приобрела красильную компанию Dongfang Silk Printing and Dyeing Group и учредила гостиничную сеть Hongsheng Hotel Co..
В 2002 году Shenghong Group приобрела компанию Jiaxing Tianlun Nano Dyeing and Finishing, а в 2003 году учредила компанию Jiangsu Shenghong Chemical Fiber и приступила к строительству своей первой теплоэлектростанции. В мае 2004 года завод Shenghong начал производить химические волокна, в июне 2005 года была введена в эксплуатацию теплоэлектростанция, в июле 2007 года началось производство сверхтонкого волокна и была учреждена компания Zhonglu Technology Development. 
В 2008 году в состав Shenghong Group вошли компании Jiaxing Xintiandi Printing and Dyeing, Wujiang Ping Wang Bleaching and Dyeing и Feixiang Printing. В августе 2009 года Shenghong Group впервые вошла в число 500 крупнейших китайских предприятий. В мае 2010 годы в Уцзяне был открыт торговый центр Shengze Shopping Park, в сентябре 2010 года производство волокон со старых фабрик было перенесено на новый завод. В ноябре 2010 года Shenghong подписала контракт на строительство нефтехимического завода в Ляньюньгане (Shenghong Petrochemical Industrial Park).
В 2012 году была учреждена компания Jiangsu Shenghong Technology, в подчинение которой перевели Jiangsu Guowang High-Tech Fiber и Jiangsu Zhonglu Technology Development. В декабре 2014 года в состав Shenghong Group вошла фабрика Xinmin Dyeing, в августе 2015 года компания открыла в Уцзяне свою первую пятизвёздочную гостиницу Shenghong Wan Li Hotel.
В мае 2017 года в состав Shenghong Printing and Dyeing вошла компания Jiasheng Printing and Dyeing, в ноябре 2017 года был создан корпоративный колледж Shenghong Group. В сентябре 2018 года после реорганизации дочерняя компания Jiangsu Eastern Shenghong Company Limited вышла на Шэньчжэньскую фондовую биржу, в декабре 2018 года начал работу нефтехимический завод Shenghong Group. В августе 2020 года Shenghong Group впервые попала в рейтинг Fortune Global 500.

## Деятельность
Крупнейшим активом группы является листинговая компания Jiangsu Eastern Shenghong Company Limited, акции которой котируются на Шэньчжэньской фондовой бирже. Промышленные предприятия Shenghong Holding расположены в городах провинции Цзянсу — Ляньюньгане (нефтепереработка и нефтехимия), Сучжоу и Суцяне (химические волокна). Мощности Shenghong по окраске тканей (3 млрд метров в год) и выпуску сверхтонких волокон занимают первое место в мире, а мощности по производству химических волокон (2,3 млн тонн в год) и переработке пластиковых бутылок (более 10 млрд штук в год) являются одними из крупнейших в Китае.
Фабрики Shenghong Holding производят различные нефтехимические и химические продукты (полиэфиры, этилен, этиленвинилацетат, бутадиен, акрилонитрил, малеиновый ангидрид, бутандиол, ароматические соединения, в том числе ароматические углеводороды), химические волокна и синтетические ткани (в том числе искусственный шёлк и ткани из микроволокон), плёнки для солнечных панелей, биоразлагаемые материалы, а также занимаются окраской тканей и нитей, цифровой печатью на тканях.

## Дочерние компании
- Jiangsu Eastern Shenghong Co.
- Shenghong Petrochemical Group
- Shenghong Petrochemical Industry Development Co.
- Sailboat Petrochemical Co.
- Shenghong Refining and Chemical Co.
- Shenghong Chemical Fiber Co.
- Guowang High-Technique Fiber Co.
- Shenghong New Materials Group
- Lianyungang Hongyue Industrial Co.
- Lianyungang Hongke New Materials Co.
- Zhonglu Technology Development Co.
- Shenghong Investment Development Co.